# Storage Wars – Die Geschäftemacher
Storage Wars – Die Geschäftemacher ist eine US-amerikanische Doku-Soap, die derzeit in den USA im A&E Network ausgestrahlt wird. Sie startete in den USA am 1. Dezember 2010 und wird in Deutschland auf Sport1 und ProSieben Maxx gezeigt. Bislang wurden 339 Folgen in 15 Staffeln produziert.

## Konzept
In der Serie ersteigern die Teilnehmer in offenen Versteigerungen, zu denen jedermann kommen kann, den Inhalt von Self-Storage-Einheiten, deren Mietzahlung 3 Monate überfällig ist. Die Bieter dürfen die geöffneten Self-Storage-Einheiten von außen besichtigen, aber nicht betreten oder etwas anfassen. Hat ein Showteilnehmer einen Lagerraum ersteigert, so untersucht er dessen Inhalt und schätzt dessen Wiederverkaufswert. Der Teilnehmer mit dem höchsten geschätzten Gewinn wird als „Gewinner der Episode“ bezeichnet.

## Kritik
Die Teilnehmer nennen selbst-ausgedachte Preise, die ohne weitere Prüfung in voller Höhe übernommen werden. Die „Gewinnberechnung“ findet ohne tatsächlichen Verkauf statt – es bleibt fraglich, ob sich überhaupt ein Käufer findet sowie zu welchem Preis.

## Spin-Offs
- Storage Wars – Geschäfte in New York[2]
- Storage Wars – Geschäfte in Texas[2]
- Storage Wars – Geschäfte in Kanada
- Storage Wars – Geschäfte in Miami